# Nekrolog 1. Quartal 1985
Nekrolog
◄◄
| ◄
| 1981
| 1982
| 1983
| 1984
| 1985 | 1986 | 1987 | 1988 | 1989 | ► | ►►
1. Quartal |
2. Quartal |
3. Quartal |
4. Quartal 1985
Weitere Ereignisse | Allgemeiner Nekrolog 1985
Die Beschreibung der verstorbenen Person sollte so kurz wie möglich gehalten sein und nur deren signifikante Tätigkeit(en) enthalten.
Neue Namen ggf. auch unter dem Geburts- und Sterbedatum, also etwa unter 1. Januar und im Geburts- und Sterbejahr (2024) eintragen (nur bei entsprechender großer Wichtigkeit). Für Beispiele siehe die schon vorhandenen Artikel.
Außerdem über die fünf zuletzt Verstorbenen, zu denen es einen ausreichend guten Artikel für eine Präsentation auf der Hauptseite gibt, nach der todesbedingten Überarbeitung der Artikel ggf. auch unter Wikipedia Diskussion:Hauptseite informieren und sie am besten auch in den anderen Wikipedia-Sprachversionen eintragen. Tipp: Regelmäßig bei news.google.de nach „ist tot“, „gestorben“ oder „verstorben“ suchen.
Wenn eine Person gestorben ist, gibt es viele Seiten zu dieser Person in der Wikipedia, die davon auch betroffen sind und entsprechend aktualisiert werden müssen. Beispiele: Namenübersichtsseite, Geburtsjahr, Geburtsort-Seiten und viele mehr.
Wie finde ich die betroffenen Seiten?
Im Suchfeld auf der linken Seite gibt man den Suchbegriff so ein: „Vorname Nachname“. Dann klickt man auf Volltext und alle Seiten mit entsprechendem Suchtext werden aufgerufen. Hier sieht man dann schnell, wo auch das Todesjahr Sinn macht oder sogar ein Teil des Artikels angepasst werden muss. Auch hilft das „Werkzeug“ auf der linken Seite sehr gut, um solche Seiten aufzufinden: „Links auf diese Seite“. Somit ist die Wikipedia wieder aktuell in allen Bereichen! Hinweis: bei Eintragung der Kategorie „Gestorben JAHR“ wird der Missbrauchsfilter 49 ausgelöst, was jedoch nicht schlimm ist. Siehe: Spezial:Missbrauchsfilter/49
Dies ist eine Liste von im ersten Quartal 1985 verstorbenen bekannten Persönlichkeiten. Die Einträge erfolgen innerhalb der einzelnen Daten alphabetisch sortiert. Tiere sind im Nekrolog für Tiere zu finden.

## Januar
| Tag        | Name                                     | Beruf, bekannt als                                                                                      | Alter | Beleg |
| ---------- | ---------------------------------------- | --- | ----- | ----- |
| 1. Januar  | Jóse Artes de Arcos                      | spanischer Erfinder und Unternehmer                                                                     | 91    |       |
| 1. Januar  | William Ernest Bowman                    | britischer Ingenieur und Schriftsteller                                                                 | 73    |       |
| 1. Januar  | Herbert Cysarz                           | sudetendeutscher Volkstumskämpfer und NS-Germanist                                                      | 88    |       |
| 1. Januar  | Raoul Pene Du Bois                       | US-amerikanischer Szenen- und Kostümbildner                                                             | 70    |       |
| 1. Januar  | Rollo Hugh Myers                         | britischer Journalist, Musikkritiker und Musikschriftsteller                                            | 92    |       |
| 1. Januar  | Walter Niederhauser                      | Schweizer Schokoladenfabrikant                                                                          | 86    |       |
| 1. Januar  | Hermann Reutter                          | deutscher Komponist und Musiker                                                                         | 84    |       |
| 1. Januar  | Margaret Stocks                          | englische Badminton- und Tennisspielerin                                                                | 89    |       |
| 1. Januar  | Knud Vermehren                           | dänischer Turner                                                                                        | 94    |       |
| 1. Januar  | Wladimir Grigorjewitsch Weisberg         | russischer Maler                                                                                        | 60    |       |
| 2. Januar  | Raymond Cazelles                         | französischer Historiker und Schriftsteller                                                             | 67    |       |
| 2. Januar  | Flash Elorde                             | philippinischer Boxer                                                                                   | 49    |       |
| 2. Januar  | Jacques de Lacretelle                    | französischer Schriftsteller                                                                            | 96    |       |
| 02. Januar | Friedrich Prehn                          | deutscher Leichtathlet                                                                                  | 83    |       |
| 3. Januar  | Lucien Cailliet                          | US-amerikanischer Komponist und Klarinettist                                                            | 93    |       |
| 3. Januar  | Eckhard Christian                        | deutscher Generalmajor                                                                                  | 77    |       |
| 3. August  | George Dempsey                           | australischer Radrennfahrer                                                                             | 79    |       |
| 3. Januar  | Bodil Joensen                            | dänische Pornodarstellerin                                                                              | 40    |       |
| 3. Januar  | Albert Leiterer                          | deutscher Jurist, Landrat (NSDAP), SS-Funktionär und Richter                                            | 82    |       |
| 3. Januar  | René Leroy                               | französischer Flötist und Musikpädagoge                                                                 | 86    |       |
| 3. Januar  | Borče Nedelkovski                        | jugoslawischer Fußballschiedsrichter                                                                    | 68    |       |
| 3. Januar  | Wolfgang Vacano                          | deutsch-amerikanischer Dirigent und Musikpädagoge                                                       | 78    |       |
| 3. Januar  | Tadeusz Pełczyński                       | polnischer General                                                                                      | 92    |       |
| 4. Januar  | William Benidickson                      | kanadischer Politiker (Liberale Partei)                                                                 | 73    |       |
| 4. Januar  | Francesco Benedetto Cialeo               | italienischer Geistlicher                                                                               | 83    |       |
| 4. Januar  | Evi Eva                                  | deutsche Schauspielerin                                                                                 | 85    |       |
| 4. Januar  | Brian Horrocks                           | britischer Generalleutnant                                                                              | 89    |       |
| 4. Januar  | Kakuei Kin                               | japanischer Schriftsteller                                                                              | 46    |       |
| 4. Januar  | Lovro von Matačić                        | jugoslawischer Dirigent und Komponist                                                                   | 85    |       |
| 4. Januar  | Ewald Naujoks                            | deutscher Verwaltungsbeamter, Sozialist und Widerstandskämpfer im Dritten Reich                         | 81    |       |
| 4. Januar  | Russell Page                             | englischer Gartengestalter und Autor                                                                    | 78    |       |
| 4. Januar  | Georg Spielmann                          | deutscher politischer KZ-Häftling, Widerstandskämpfer gegen das NS-Regime und VVN-Funktionär            | 76    |       |
| 4. Januar  | Egon Steigenberger                       | deutscher Hotelier                                                                                      | 58    |       |
| 5. Januar  | Rudolf Anthes                            | deutscher Ägyptologe                                                                                    | 88    |       |
| 5. Januar  | Richard Buchhorn                         | deutscher Politiker (KPD), Abgeordneter des Braunschweigischen Landtags                                 | 88    |       |
| 5. Januar  | Heino Bues                               | deutscher Politiker (CDU), MdL                                                                          | 84    |       |
| 5. Januar  | Leo Lejeune                              | Schweizer Politiker (SP)                                                                                | 69    |       |
| 5. Januar  | John Paxton                              | US-amerikanischer Drehbuchautor                                                                         | 73    |       |
| 5. Januar  | Robert Surtees                           | US-amerikanischer Kameramann                                                                            | 78    |       |
| 5. Januar  | Raymonde Vincent                         | französische Schriftstellerin                                                                           | 76    |       |
| 6. Januar  | Marcel Fournier                          | französischer Unternehmer                                                                               | 70    |       |
| 6. Januar  | Raymond Gabutti                          | französischer Filmarchitekt                                                                             | 76    |       |
| 6. Januar  | Edmund Reismann                          | österreichischer Politiker, Nationalratsabgeordneter                                                    | 77    |       |
| 6. Januar  | Ernst Söllinger                          | deutscher Leichtathlet, Sportlehrer und -funktionär                                                     | 88    |       |
| 6. Januar  | Frido Wagener                            | deutscher Verwaltungswissenschaftler                                                                    |       |       |
| 6. Januar  | O. F. Weidling                           | deutscher Talkmaster und Conférencier im DDR-Fernsehen                                                  | 60    |       |
| 6. Januar  | Robert Welch, Jr.                        | US-amerikanischer Geschäftsmann, politischer Aktivist und Verschwörungstheoretiker                      | 85    |       |
| 7. Januar  | Johnny Guarnieri                         | US-amerikanischer Jazzpianist und -komponist                                                            | 67    |       |
| 7. Januar  | Kurt Hain                                | deutscher Maschinenbauingenieur                                                                         | 76    |       |
| 7. Januar  | Wilhelm Heinrich Heraeus                 | deutscher Physiker und Chemiker                                                                         | 84    |       |
| 7. Januar  | Wladimir Konstantinowitsch Kokkinaki     | sowjetischer Testpilot                                                                                  | 80    |       |
| 7. Januar  | Johannes Ludwig                          | deutscher Fußballspieler                                                                                | 81    |       |
| 7. Januar  | Eugene Lyons                             | US-amerikanischer Journalist und Antikommunist                                                          | 86    |       |
| 7. Januar  | Barbara Myerhoff                         | US-amerikanische Ethnologin und Dokumentarfilmerin                                                      | 49    |       |
| 7. Januar  | Alfons Stemmer                           | deutscher Fußballspieler                                                                                | 51    |       |
| 7. Januar  | Jules Vandooren                          | französischer Fußballspieler                                                                            | 76    |       |
| 7. Januar  | Zbysław Zając                            | polnischer Radsportler und -trainer                                                                     | 51    |       |
| 7. Januar  | Lew Mironowitsch Zypurski                | sowjetischerRadrennfahrer                                                                               | 55    |       |
| 8. Januar  | Eva Kelly Bowring                        | US-amerikanische Politikerin                                                                            | 92    |       |
| 8. Januar  | James Dugundji                           | US-amerikanischer Mathematiker                                                                          | 65    |       |
| 8. Januar  | Alfred Hentzen                           | deutscher Kunsthistoriker und Museumsdirektor                                                           | 81    |       |
| 8. Januar  | Charles A. Marshall                      | US-amerikanischer Kameramann                                                                            | 86    |       |
| 8. Januar  | Grace Morley                             | amerikanische Kunsthistorikerin, Museologin und Museumsleiterin                                         | 84    |       |
| 8. Januar  | José Maria Pedroto                       | portugiesischer Fußballspieler und -trainer                                                             | 56    |       |
| 8. Januar  | Lette Valeska                            | deutsch-US-amerikanische Kunstmalerin                                                                   | 99    |       |
| 9. Januar  | Hugo Krayenbühl                          | Schweizer Neurochirurg                                                                                  | 82    |       |
| 9. Januar  | Henri Louette                            | belgischer Eishockeyspieler                                                                             | 84    |       |
| 9. Januar  | Ludwig Paulitschke                       | österreichischer alt-katholischer Geistlicher und Weihbischof in der Altkatholischen Kirche Österreichs | 83    |       |
| 10. Januar | André Bjerke                             | norwegischer Schriftsteller und Lyriker                                                                 | 66    |       |
| 10. Januar | Günther Dickel                           | deutscher Rechtswissenschaftler, Rechtshistoriker und Kirchenrechtler                                   | 57    |       |
| 10. Januar | Edwin Duing Eshleman                     | US-amerikanischer Politiker                                                                             | 64    |       |
| 10. Januar | Cie Frazier                              | US-amerikanischer Jazzmusiker                                                                           | 80    |       |
| 10. Januar | Pierre Gavaudan                          | französischer Biologe und Pharmakologe                                                                  | 79    |       |
| 10. Januar | Anton Karas                              | österreichischer Komponist und Musiker                                                                  | 78    |       |
| 10. Januar | Wilhelm Kasper                           | deutscher Politiker (KPD)                                                                               | 92    |       |
| 10. Januar | Mary Kenneth Keller                      | US-amerikanische Informatikerin                                                                         | 71    |       |
| 10. Januar | Idar Kristiansen                         | norwegischer Schriftsteller                                                                             | 52    |       |
| 10. Januar | Georg Rosenow                            | US-amerikanischer Internist und Hämatologe deutsch-jüdischer Herkunft                                   | 98    |       |
| 10. Januar | Alexander Schönberg                      | deutscher Chemiker                                                                                      | 92    |       |
| 10. Januar | Konstantin Starostin                     | sowjetischer Schauspieler und Regisseur                                                                 | 70    |       |
| 11. Januar | Edward Buzzell                           | US-amerikanischer Regisseur                                                                             | 84    |       |
| 11. Januar | Josef Čtyřoký                            | tschechischer Fußballspieler                                                                            | 78    |       |
| 11. Januar | André Mattoni                            | österreichischer Schauspieler                                                                           | 84    |       |
| 11. Januar | William John McKell                      | australischer Politiker, Generalgouverneur Australiens                                                  | 93    |       |
| 11. Januar | Edgar Reinhardt                          | deutscher Handballspieler                                                                               | 70    |       |
| 12. Januar | Aldo Barberito                           | italienischer Schauspieler                                                                              | 62    |       |
| 12. Januar | Ernst Baumann                            | deutscher Fotograf                                                                                      | 78    |       |
| 12. Januar | John W. Byrnes                           | US-amerikanischer Politiker                                                                             | 71    |       |
| 12. Januar | Mark Kenny Carroll                       | US-amerikanischer Geistlicher, Bischof von Wichita                                                      | 88    |       |
| 12. Januar | Fremont Ellis                            | US-amerikanischer Maler und Mitglied der Künstlergruppe Los Cinco Pintores                              | 87    |       |
| 12. Januar | Harry Froboess                           | deutscher Stuntman und Artist                                                                           | 85    |       |
| 12. Januar | Bruno Gebhard                            | deutsch-amerikanischer Mediziner und Gründer des ersten amerikanischen Gesundheitsmuseums               | 83    |       |
| 12. Januar | Sabri Kiraz                              | türkischer Fußballspieler und -trainer                                                                  |       |       |
| 13. Januar | Gabriel Dubois                           | französischer Radrennfahrer                                                                             | 83    |       |
| 13. Januar | Tone Folkeson                            | norwegische Tischtennisspielerin                                                                        |       |       |
| 13. Januar | Adam Marczyński                          | polnischer Maler und Grafiker                                                                           | 76    |       |
| 13. Januar | Carol Wayne                              | US-amerikanische Schauspielerin                                                                         | 42    |       |
| 14. Januar | Rudolf Agricola                          | deutscher Wirtschaftswissenschaftler, Journalist und Politiker (DDP, SPD, SAP, KPD), MdV, MdL           | 84    |       |
| 14. Januar | Alfred Allen, Baron Allen of Fallowfield | britischer Politiker und Gewerkschaftsfunktionär                                                        | 70    |       |
| 14. Januar | Wolfgang Bücherl                         | deutscher Biologe                                                                                       | 73    |       |
| 14. Januar | Jetta Goudal                             | US-amerikanische Film- und Theaterschauspielerin niederländischer Herkunft                              | 93    |       |
| 14. Januar | Anagarika Govinda                        | deutscher Interpret des Buddhismus                                                                      | 86    |       |
| 14. Januar | Suzanne Kiffer-Porte                     | französische Schwimmerin                                                                                | 83    |       |
| 14. Januar | Robert T. Odeman                         | deutscher Kabarettist                                                                                   | 80    |       |
| 14. Januar | Franz Radicke                            | deutscher Widerstandskämpfer und Politiker (KPD/SED)                                                    | 75    |       |
| 14. Januar | Karl Schmitt-Walter                      | deutscher Opern- und Liedersänger                                                                       | 84    |       |
| 14. Januar | Allan Shivers                            | US-amerikanischer Politiker                                                                             | 77    |       |
| 14. Januar | June Tripp                               | britische Schauspielerin                                                                                | 83    |       |
| 14. Januar | Gisken Wildenvey                         | norwegische Schriftstellerin                                                                            | 92    |       |
| 15. Januar | Salvador Cardona                         | spanischer Radrennfahrer                                                                                | 84    |       |
| 15. Januar | Henriette Oboussier                      | deutsche, Zoologin, Biologin und Hochschullehrerin                                                      | 70    |       |
| 15. Januar | Karl Schäff                              | deutscher Ingenieur und Manager                                                                         | 83    |       |
| 15. Januar | Frederick C. Schreiber                   | US-amerikanischer Komponist, Organist und Chorleiter österreichischer Herkunft                          | 90    |       |
| 15. Januar | Josef Sedláček                           | österreichisch-tschechoslowakischer Fußballspieler                                                      | 91    |       |
| 16. Januar | Ruth Orkin                               | US-amerikanische Photographin und Filmemacherin                                                         | 63    |       |
| 16. Januar | Hanna Rieger                             | deutsche Schauspielerin                                                                                 | 63    |       |
| 16. Januar | Árpád Szenes                             | ungarisch-französischer Maler                                                                           | 87    |       |
| 17. Januar | Georg Birukow                            | deutscher Zoologe und Hochschullehrer                                                                   | 74    |       |
| 17. Januar | Richard Gothe                            | deutscher Politiker (SED)                                                                               | 56    |       |
| 17. Januar | Alfred Gütgemann                         | deutscher Chirurg, Hochschullehrer                                                                      | 77    |       |
| 17. Januar | Rudolf Riss                              | deutscher Polizeioffizier und General der Volkspolizei                                                  | 61    |       |
| 17. Januar | George E. Stoll                          | US-amerikanischer Filmkomponist und Dirigent                                                            | 82    |       |
| 18. Januar | Mordechaj Bentov                         | israelischer Journalist und Politiker                                                                   | 84    |       |
| 18. Januar | Wilfrid Brambell                         | irischer Schauspieler                                                                                   | 72    |       |
| 18. Januar | Werly Fairburn                           | US-amerikanischer Country- und Rockabilly-Sänger                                                        | 60    |       |
| 18. Januar | Jaime González                           | kolumbianischer Fußballspieler                                                                          | 46    |       |
| 18. Januar | Bernhard Karlsberg                       | Rechtsanwalt und Widerstandskämpfer gegen den Nationalsozialismus                                       | 85    |       |
| 18. Januar | Werner Kern                              | deutscher Chemiker                                                                                      | 78    |       |
| 18. Januar | Georg Korth                              | deutscher Botschafter                                                                                   | 88    |       |
| 18. Januar | Vera Lachmann                            | deutsch-amerikanische Philologin und Lyrikerin                                                          | 80    |       |
| 18. Januar | Jos Moerenhout                           | belgischer Komponist und Dirigent                                                                       | 75    |       |
| 18. Januar | Max Reisch                               | österreichischer Geograph und Reiseschriftsteller                                                       | 72    |       |
| 18. Januar | Davut Suları                             | türkischer Sänger                                                                                       |       |       |
| 18. Januar | Mahmud Muhammad Taha                     | sudanesischer Gelehrter, Politiker und Sufi-Theologe                                                    |       |       |
| 18. Januar | Santiago Urtizberea                      | baskisch-spanischer Fußballspieler                                                                      | 75    |       |
| 18. Januar | Hans-Jürgen Wiehe                        | deutscher Journalist, Sachbuchautor und Verfassungsschutzbeamter                                        | 67    |       |
| 18. Januar | John Wolfenden, Baron Wolfenden          | britischer Gelehrter                                                                                    | 78    |       |
| 19. Januar | Howard M. Baldrige                       | US-amerikanischer Politiker                                                                             | 90    |       |
| 19. Januar | Sylvain Grysolle                         | belgischer Radrennfahrer                                                                                | 69    |       |
| 19. Januar | Joan Hutt                                | britische Künstlerin                                                                                    | 71    |       |
| 19. Januar | Juan Antonio Corretjer                   | puerto-ricanischer Dichter, Journalist und politischer Aktivist                                         | 76    |       |
| 19. Januar | Tom Richards                             | britischer Leichtathlet                                                                                 | 74    |       |
| 19. Januar | Svein Rosseland                          | norwegischer Astrophysiker                                                                              | 90    |       |
| 19. Januar | Eric Voegelin                            | deutsch-amerikanischer Politologe, Philosoph und Hochschullehrer                                        | 84    |       |
| 20. Januar | Thomas Balogh, Baron Balogh              | britischer Wirtschaftswissenschaftler, Hochschullehrer und Politiker                                    | 79    |       |
| 20. Januar | Camilo Plácido Crous y Salichs           | spanischer römisch-katholischer Ordensgeistlicher, Apostolischer Vikar von Sibundoy                     | 88    |       |
| 20. Januar | Walter Krumbach                          | deutscher Autor von Kinderbüchern, Kinderliedern, Puppenspielen und Comics                              | 67    |       |
| 20. Januar | Gillis William Long                      | US-amerikanischer Politiker                                                                             | 61    |       |
| 20. Januar | Pug Manders                              | US-amerikanischer Footballspieler                                                                       | 71    |       |
| 20. Januar | Johannes Thimme                          | deutscher RAF-Unterstützer                                                                              | 28    |       |
| 20. Januar | Heino D. Tripmacker                      | südafrikanischer Architektur- und Landschaftsmaler                                                      | 53    |       |
| 21. Januar | James Beard                              | amerikanischer Koch und Kochbuchautor                                                                   | 81    |       |
| 21. Januar | Werner von Boltenstern                   | deutscher Offizier, zuletzt Generalmajor im Zweiten Weltkrieg                                           | 87    |       |
| 21. Januar | Josef Dahmen                             | deutscher Schauspieler                                                                                  | 81    |       |
| 21. Januar | Ernst Kein                               | österreichischer Mundartdichter                                                                         | 56    |       |
| 21. Januar | Yusuf Lule                               | ugandischer Politiker                                                                                   |       |       |
| 21. Januar | Erika Müller-Hennig                      | deutsche Schriftstellerin                                                                               | 76    |       |
| 21. Januar | Jan Peka                                 | tschechoslowakischer Eishockeytorwart                                                                   | 90    |       |
| 21. Januar | Luise Ullrich                            | österreichische Schauspielerin                                                                          | 74    |       |
| 21. Januar | Friedrich August Wahl                    | deutscher Gynäkologe                                                                                    | 82    |       |
| 21. Januar | Alfred von Wurzian                       | österreichischer Offizier und Begründer der deutschen Kampfschwimmer im Zweiten Weltkrieg               | 68    |       |
| 22. Januar | Ignatius Geitel                          | deutscher Maler                                                                                         |       |       |
| 22. Januar | Michail Michailowitsch Gromow            | sowjetischer Pilot                                                                                      | 85    |       |
| 22. Januar | Paul Harteck                             | österreichischer Physikochemiker                                                                        | 82    |       |
| 22. Januar | Helmut Pardon                            | deutscher Politiker (SPD), MdL                                                                          | 61    |       |
| 22. Januar | Bernhard Sprengel                        | deutscher Schokoladenfabrikant und Kunstmäzen                                                           | 85    |       |
| 23. Januar | Willi Bohn                               | deutscher Journalist                                                                                    | 84    |       |
| 23. Januar | Ivo Kohler                               | österreichischer Psychologe                                                                             | 69    |       |
| 23. Januar | Otto Sagmeister                          | österreichischer Manager und Politiker (SPÖ)                                                            | 79    |       |
| 23. Januar | Wladimir Ippolitowitsch Wetrow           | sowjetischer KGB-Offizier                                                                               | 52    |       |
| 23. Januar | Botir Zokirov                            | usbekischer sowjetischer Sänger, Schriftsteller, Dichter, Maler und Schauspieler                        | 48    |       |
| 24. Januar | Anja Bremer                              | deutsche Galeristin und Kunsthändlerin                                                                  | 83    |       |
| 24. Januar | Hubertus-Maria von Heigl                 | deutscher Offizier, General der Pioniertruppe im Zweiten Weltkrieg                                      | 87    |       |
| 24. Januar | Emmy Kreiten-Barido                      | deutsche Kammersängerin                                                                                 | 90    |       |
| 24. Januar | Dalmacio Langarica                       | spanischer Radrennfahrer                                                                                | 65    |       |
| 25. Januar | Ralph Broome                             | britischer Bobfahrer                                                                                    | 95    |       |
| 25. Januar | Ajoy Kar                                 | bengalischer Filmregisseur                                                                              | 70    |       |
| 25. Januar | Jewgeni Iwanowitsch Maskinskow           | sowjetischer Leichtathlet                                                                               | 54    |       |
| 25. Januar | Kurt Meier                               | deutscher Politiker (SED), Gewerkschafter (FDGB)                                                        | 70    |       |
| 25. Januar | Mama Risha                               | kurdischer Offizier der Peschmerga im Nordirak                                                          |       |       |
| 25. Januar | Paul J. Smith                            | US-amerikanischer Komponist und Dirigent                                                                | 78    |       |
| 25. Januar | Koos van der Wildt                       | niederländischer Fußballspieler                                                                         | 79    |       |
| 26. Januar | Kenny Clarke                             | US-amerikanischer Jazzmusiker                                                                           | 71    |       |
| 26. Januar | Heinrich Deerberg                        | deutscher Landwirt und Politiker (SPD), MdL                                                             | 91    |       |
| 26. Januar | Salipada K. Pendatun                     | philippinischer Brigadegeneral und Politiker                                                            | 72    |       |
| 26. Januar | Jacob Yuchtman                           | sowjetisch-US-amerikanischer Schachspieler                                                              | 50    |       |
| 27. Januar | Bumps Blackwell                          | amerikanischer Musikproduzent und Songwriter                                                            | 66    |       |
| 27. Januar | Gulielmus Cobben                         | römisch-katholischer Bischof                                                                            | 87    |       |
| 27. Januar | Ursula Katherine Duncan                  | britische Botanikerin                                                                                   | 74    |       |
| 27. Januar | Johann Fruhmann                          | österreichischer Maler                                                                                  | 56    |       |
| 27. Januar | Joseph Howard Hodges                     | US-amerikanischer Geistlicher, Bischof von Wheeling                                                     | 73    |       |
| 27. Januar | Masahisa Takenaka                        | japanischer Bandenchef der Yamaguchi-gumi                                                               | 51    |       |
| 28. Januar | Alfredo Foni                             | italienischer Fußballspieler und -trainer                                                               | 74    |       |
| 28. Januar | Rudolf Gamsjäger                         | österreichischer Musikmanager                                                                           | 75    |       |
| 28. Januar | Wade Nichols                             | US-amerikanischer Filmschauspieler, Sänger und Pornodarsteller                                          | 38    |       |
| 28. Januar | Richard Paquier                          | Schweizer evangelischer Geistlicher                                                                     | 79    |       |
| 28. Januar | Jean-Pierre Rassam                       | französischer Produzent                                                                                 |       |       |
| 28. Januar | Paul Wittmann                            | rumäniendeutscher Kirchenmusiker und Komponist                                                          | 84    |       |
| 29. Januar | Martín Adán                              | peruanischer Schriftsteller, Dichter und Literaturwissenschaftler                                       | 76    |       |
| 29. Januar | Neil Cameron, Baron Cameron of Balhousie | britischer Luftmarschall                                                                                | 64    |       |
| 29. Januar | Heinz Lange                              | deutscher Politiker (NSDAP, FDP, NLA, DU, CDU), MdL                                                     | 70    |       |
| 29. Januar | King Bennie Nawahi                       | US-amerikanischer Countrysänger                                                                         | 85    |       |
| 29. Januar | Ngoi Pēwhairangi                         | neuseeländische Lehrerin und Förderin der Sprache und Kultur der Māori, Komponistin                     | 63    |       |
| 29. Januar | Don Raye                                 | US-amerikanischer Komponist und Textdichter                                                             | 75    |       |
| 29. Januar | Onslow S. Rolfe                          | US-amerikanischer Offizier, Brigadegeneral der US-Army                                                  | 90    |       |
| 29. Januar | Rudolf Wilkendorf                        | deutscher Jurist, Präsident des Evangelischen Landeskirche Anhalts                                      | 87    |       |
| 30. Januar | Rudolf Kaffka                            | deutscher Theologe und Politiker (SPD), MdB                                                             | 61    |       |
| 30. Januar | Felix H. Man                             | deutscher Fotograf                                                                                      | 91    |       |
| 30. Januar | Thomas White                             | britischer Mittelstreckenläufer                                                                         | 67    |       |
| 31. Januar | Edoardo Capolino                         | italienischer Filmregisseur                                                                             | 75    |       |
| 31. Januar | Józef Mackiewicz                         | polnischer Schriftsteller                                                                               | 82    |       |
| 31. Januar | Ishikawa Tatsuzō                         | japanischer Schriftsteller                                                                              | 79    |       |
| 31. Januar | Armand Jackson                           | US-amerikanischer R&B- und Bluesmusiker                                                                 | 67    |       |
| Januar     | Harry Haywood                            | US-amerikanischer Politiker (CPUSA)                                                                     | 86    |       |
| Januar     | Rudolf Maus                              | deutscher Staatsbeamter                                                                                 | 84    |       |
| Januar     | Adriano Rodoni                           | italienischer Sportfunktionär, Präsident des Radsport-Weltverbands Union Cycliste Internationale        |       |       |
| Januar     | Gerda Staniek                            | österreichische Speerwerferin                                                                           |       |       |

## Februar
| Tag         | Name                                   | Beruf, bekannt als                                                                                           | Alter | Beleg |
| ----------- | -------------------------------------- | --- | ----- | ----- |
| 1. Februar  | Oswald Foerderer                       | deutscher Schauspieler und Hörspielsprecher                                                                  | 73    |       |
| 1. Februar  | Daniel González                        | uruguayischer Fußballspieler                                                                                 | 31    |       |
| 1. Februar  | Edmund Hainisch                        | österreichischer Politiker (ÖVP), Landtagsabgeordneter                                                       | 89    |       |
| 1. Februar  | Wilhelm Iwanski                        | deutscher Schriftsteller                                                                                     | 73    |       |
| 1. Februar  | Anton Kutter                           | deutscher Regisseur und Konstrukteur des Kutter-Schiefspieglers                                              | 81    |       |
| 1. Februar  | Stephanie von Mackensen                | deutsche ökumenische Persönlichkeit                                                                          | 90    |       |
| 1. Februar  | Juri Borissowitsch Rumer               | russischer Physiker und Hochschullehrer                                                                      | 83    |       |
| 1. Februar  | Ronald Sydney Seth                     | britischer Spion, Schriftsteller und Sexualwissenschaftler                                                   | 73    |       |
| 1. Februar  | Margarete Streicher                    | österreichische Sportpädagogin                                                                               | 93    |       |
| 1. Februar  | Ernst Zimmermann                       | deutscher Verbandsfunktionär, Vorstandsvorsitzender der MTU Aero Engines, Mordopfer der RAF                  | 55    |       |
| 2. Februar  | Helmut Caspary                         | deutscher Maler                                                                                              | 58    |       |
| 2. Februar  | Hermann Clauditz                       | deutscher Politiker (CDU), MdL                                                                               | 87    |       |
| 2. Februar  | Micheline Coulombe Saint-Marcoux       | kanadische Komponistin                                                                                       | 46    |       |
| 2. Februar  | Max Fink                               | deutscher Ingenieur                                                                                          | 85    |       |
| 2. Februar  | Fujiyama Aiichirō                      | japanischer Geschäftsmann und Politiker                                                                      | 87    |       |
| 2. Februar  | Theodore Holdheim                      | israelischer Komponist                                                                                       | 61    |       |
| 2. Februar  | Alois Huemer                           | österreichischer Tischlermeister und Politiker (ÖVP), Abgeordneter zum Nationalrat                           | 79    |       |
| 03. Februar | George Bihlman                         | US-amerikanischer Leichtathlet                                                                               | 89    |       |
| 3. Februar  | Santiago Lazcano                       | spanischer Radrennfahrer                                                                                     | 37    |       |
| 3. Februar  | Günther Niemeyer                       | deutscher Politiker (CDU), MdL                                                                               | 73    |       |
| 3. Februar  | Frank Oppenheimer                      | US-amerikanischer Physiker, der am Manhattan-Projekt arbeitete                                               | 72    |       |
| 4. Februar  | Friedrich Arndt                        | deutscher Puppenspieler                                                                                      | 79    |       |
| 4. Februar  | Werner Helwig                          | deutscher Schriftsteller und Wandervogel                                                                     | 80    |       |
| 4. Februar  | Mathieu Hezemans                       | niederländischer Automobilrennfahrer und Unternehmer                                                         | 69    |       |
| 4. Februar  | Jesse Hibbs                            | US-amerikanischer Film- und Fernsehregisseur sowie Footballspieler                                           | 79    |       |
| 4. Februar  | Nicolas Hoydonckx                      | belgischer Fußballspieler                                                                                    | 84    |       |
| 4. Februar  | Benno Hubensteiner                     | deutscher Historiker                                                                                         | 60    |       |
| 4. Februar  | Egon Jensen                            | dänischer Politiker, Abgeordneter und Minister                                                               | 62    |       |
| 4. Februar  | Andrzej J. Kamiński                    | polnischer Historiker                                                                                        | 63    |       |
| 4. Februar  | Roland Pohloudek-Fabini                | deutscher Apotheker und pharmazeutischer Chemiker                                                            | 72    |       |
| 4. Februar  | Josef Weigl                            | deutscher Geistlicher                                                                                        | 71    |       |
| 4. Februar  | John Wexley                            | US-amerikanischer Drehbuchautor und Dramatiker                                                               | 77    |       |
| 4. Februar  | Gerhard Zucker                         | deutscher Geschäftsmann und Raketentechniker                                                                 | 76    |       |
| 5. Februar  | Otto Brinkmann                         | deutscher KZ-Aufseher                                                                                        | 74    |       |
| 5. Februar  | Sydney Cozens                          | englischer Bahnradsportler                                                                                   | 76    |       |
| 5. Februar  | Johannes Maus                          | deutscher Film-, Fernseh- und Theaterschauspieler                                                            | 68    |       |
| 05. Februar | Erich Stoschek                         | deutscher Leichtathlet                                                                                       | 81    |       |
| 6. Februar  | James Hadley Chase                     | britischer Schriftsteller                                                                                    | 78    |       |
| 6. Februar  | Hans Domnick                           | deutscher Filmproduzent und Dokumentarfilmer                                                                 | 75    |       |
| 6. Februar  | Muriel Gardiner Buttinger              | US-amerikanische Psychoanalytikerin und Autorin                                                              | 83    |       |
| 6. Februar  | Shlomo Dov Goitein                     | deutsch-israelisch-US-amerikanischer Arabist und Orientalist                                                 | 84    |       |
| 6. Februar  | Inger Hagerup                          | norwegische Lyrikerin und Schriftstellerin                                                                   | 79    |       |
| 6. Februar  | Neil McCarthy                          | britischer Schauspieler                                                                                      | 51    |       |
| 6. Februar  | Eduard Wahl                            | deutscher Politiker (CDU), MdB und Hochschullehrer                                                           | 81    |       |
| 7. Februar  | George T. Faust                        | US-amerikanischer Mineraloge                                                                                 | 76    |       |
| 7. Februar  | Georges Gramme                         | belgischer Politiker und Unternehmer                                                                         | 58    |       |
| 7. Februar  | Rodolfo Groth                          | deutscher Kaufmann, Mäzen in Lübeck                                                                          | 104   |       |
| 7. Februar  | Gottfried Grünberg                     | deutscher Politiker, Kommunist                                                                               | 85    |       |
| 7. Februar  | Dick Kaart                             | niederländischer Jazzmusiker (Zugposaune)                                                                    | 54    |       |
| 7. Februar  | Matt Monro                             | britischer Sänger                                                                                            | 54    |       |
| 7. Februar  | Steffi Walidt                          | österreichische Soubrette, Theater- und Stummfilmschauspielerin                                              | 95    |       |
| 8. Februar  | Norah Baring                           | britische Schauspielerin                                                                                     | 78    |       |
| 8. Februar  | Ernst Brüche                           | deutscher Physiker und Wegbereiter der Elektronenoptik                                                       | 84    |       |
| 8. Februar  | Louis Caput                            | französischer Radrennfahrer                                                                                  | 62    |       |
| 8. Februar  | José Gomes Ferreira                    | portugiesischer Schriftsteller und Dichter                                                                   | 84    |       |
| 8. Februar  | William Lyons                          | britischer Unternehmer, Gründer der Automarke Jaguar                                                         | 83    |       |
| 8. Februar  | Marvin Miller                          | US-amerikanischer Schauspieler, Synchronsprecher und Hörfunkmoderator                                        | 71    |       |
| 8. Februar  | Orsola Nemi                            | italienische Schriftstellerin                                                                                | 81    |       |
| 8. Februar  | Harold John Ockenga                    | US-amerikanischer evangelikaler Pastor, Mitbegründer des Fuller Theological Seminary                         | 79    |       |
| 8. Februar  | Heinrich Schmitt                       | deutscher Architekt und Hochschullehrer                                                                      | 85    |       |
| 9. Februar  | Enrique Camarena                       | mexikanisch-US-amerikanischer Agent der US-Drug Enforcement Administration (DEA)                             | 37    |       |
| 9. Februar  | Fritz Claus                            | deutscher Politiker (SPD)                                                                                    | 79    |       |
| 9. Februar  | Fritz Fischer                          | deutscher Theaterintendant, Regisseur und Schauspieler                                                       | 86    |       |
| 9. Februar  | Charles-Edouard Geisendorf             | Schweizer Architekt                                                                                          | 71    |       |
| 9. Februar  | Otto Ludwig Kunz                       | deutscher Maler, Designer und Architekt                                                                      | 80    |       |
| 9. Februar  | Franz Mück                             | deutscher Boxtrainer                                                                                         | 75    |       |
| 9. Februar  | Harry Perry                            | US-amerikanischer Kameramann                                                                                 | 96    |       |
| 9. Februar  | Humphrey Trevelyan                     | britischer Diplomat und Autobiograph                                                                         | 79    |       |
| 10. Februar | Paul Etter                             | Schweizer Bergführer und Bergsteiger                                                                         | 45    |       |
| 10. Februar | Henri Fleisch                          | französischer Jesuit, Orientalist und Prähistoriker                                                          | 81    |       |
| 10. Februar | Emilián Božetěch Glocar                | US-amerikanischer Priester und Schriftsteller tschechischer Herkunft                                         | 78    |       |
| 10. Februar | Werner Hinz                            | deutscher Schauspieler                                                                                       | 82    |       |
| 10. Februar | Franciszek Kawa                        | polnischer Skilangläufer und Leichtathlet                                                                    | 83    |       |
| 10. Februar | Friedrich Nickel                       | deutscher Comiczeichner                                                                                      | 74    |       |
| 10. Februar | Werner Schroer                         | deutscher Major und Jagdflieger                                                                              | 66    |       |
| 10. Februar | Roland Seffrin                         | deutscher Pädagoge und Politiker (Zentrum, später CDU), MdB                                                  | 79    |       |
| 10. Februar | Norman Woodlieff                       | US-amerikanischer Old-Time-Musiker                                                                           | 83    |       |
| 11. Februar | Ben Abruzzo                            | US-amerikanischer Ballonfahrer                                                                               | 54    |       |
| 11. Februar | Henry Hathaway                         | US-amerikanischer Filmregisseur                                                                              | 86    |       |
| 11. Februar | George James Hopkins                   | US-amerikanischer Kostüm- und Szenenbildner                                                                  | 88    |       |
| 11. Februar | Jochen Müller                          | deutscher Fußballspieler                                                                                     | 59    |       |
| 11. Februar | Joseph Maria Pernicone                 | italienischer Geistlicher, Weihbischof in New York                                                           | 81    |       |
| 11. Februar | Heinz Roemheld                         | US-amerikanischer Filmkomponist und Arrangeur                                                                | 83    |       |
| 12. Februar | Nicholas Colasanto                     | US-amerikanischer Schauspieler                                                                               | 61    |       |
| 12. Februar | Georges Gautschi                       | Schweizer Eiskunstläufer                                                                                     | 80    |       |
| 12. Februar | Friedrich Hartmann                     | deutscher Politiker (CDU), MdL                                                                               | 85    |       |
| 12. Februar | Jerzy Skolimowski                      | polnischer Ruderer                                                                                           | 77    |       |
| 13. Februar | Lotte Lang                             | österreichische Schauspielerin                                                                               | 85    |       |
| 13. Februar | Arved Lompe                            | deutscher Physiker, maßgeblich beteiligt an der Entwicklung von Gasentladungslampen                          | 77    |       |
| 13. Februar | Adolf Manns                            | deutscher Journalist und Politiker (NSDAP), MdL                                                              | 82    |       |
| 13. Februar | Muzaffer Ozak                          | islamischer Mystiker                                                                                         |       |       |
| 13. Februar | Heinrich Wullenhaupt                   | deutscher Politiker (CDU), MdB                                                                               | 81    |       |
| 14. Februar | Jean Loret                             | französischer Eisenbahnarbeiter, vermeintlicher Sohn Adolf Hitlers                                           | 66    |       |
| 14. Februar | Eduard Schönleben                      | deutscher Architekt                                                                                          | 87    |       |
| 14. Februar | Wolfgang Seyfarth                      | deutscher Altphilologe und Althistoriker                                                                     | 78    |       |
| 14. Februar | Gustav Stapp                           | deutscher Politiker (SPD), MdL                                                                               | 58    |       |
| 15. Februar | Herbert Brumm                          | deutscher Fotograf und Schriftsteller                                                                        | 75    |       |
| 15. Februar | Peter Paulsen                          | deutscher Prähistoriker                                                                                      | 82    |       |
| 15. Februar | Leonard Spigelgass                     | US-amerikanischer Drehbuchautor und Filmproduzent                                                            | 76    |       |
| 15. Februar | Georg Thomschitz                       | österreichischer Politiker (SPÖ), Landtagsabgeordneter                                                       | 68    |       |
| 16. Februar | Sigfried Asche                         | deutscher Kunsthistoriker und Museumsdirektor                                                                | 78    |       |
| 16. Februar | Marian Engel                           | kanadische Schriftstellerin                                                                                  | 51    |       |
| 16. Februar | Alí Primera                            | venezolanischer Musiker                                                                                      | 42    |       |
| 16. Februar | Frederick Smith, 3. Earl of Birkenhead | britischer Autor                                                                                             | 48    |       |
| 16. Februar | Larry Ward                             | US-amerikanischer Schauspieler                                                                               | 60    |       |
| 17. Februar | Erich Bombach                          | deutscher Politiker (KPD, SED) und Gewerkschafter                                                            | 76    |       |
| 17. Februar | Walter Matysiak                        | deutscher Maler und Grafiker                                                                                 | 69    |       |
| 17. Februar | Otto Quade                             | deutscher Politiker (KPD), MdL                                                                               | 77    |       |
| 17. Februar | Willi Schatz                           | deutscher Zahnarzt im KZ Auschwitz                                                                           | 80    |       |
| 18. Februar | Willy Alberti                          | niederländischer Sänger                                                                                      | 58    |       |
| 18. Februar | Gábor Darvas                           | ungarischer Komponist und Musikwissenschaftler                                                               | 74    |       |
| 18. Februar | Herta Grandt                           | deutsche Schriftstellerin                                                                                    | 77    |       |
| 18. Februar | Marcel Pesch                           | luxemburgischer Radrennfahrer                                                                                | 74    |       |
| 18. Februar | Otto Tschumi                           | Schweizer Künstler                                                                                           | 80    |       |
| 19. Februar | Walter Bappert                         | deutscher Verlagsrechtler und Rechtshistoriker                                                               | 90    |       |
| 19. Februar | Walter Fliess                          | deutsch-britischer sozialistischer Politiker                                                                 | 83    |       |
| 19. Februar | Valentin Gaa                           | deutscher Jurist und Politiker (CDU), MdL                                                                    | 79    |       |
| 19. Februar | Rudolf Hartung                         | deutscher Dichter und Schriftsteller                                                                         | 70    |       |
| 19. Februar | Charles Hoff                           | norwegischer Leichtathlet                                                                                    | 82    |       |
| 19. Februar | Juliusz Kühl                           | polnischer Konsularbeamter, Wirtschaftswissenschaftler und Aktivist                                          | 71    |       |
| 19. Februar | Ernst W. Kunz                          | deutscher Maler und Bildhauer                                                                                | 72    |       |
| 19. Februar | Gregorio López-Bravo                   | spanischer Politiker                                                                                         | 61    |       |
| 19. Februar | Louis Major                            | belgischer Gewerkschafter und Politiker                                                                      | 82    |       |
| 19. Februar | Trygvi Samuelsen                       | färöischer Jurist und Politiker                                                                              | 77    |       |
| 19. Februar | Karl Schlechta                         | österreichisch-deutscher Nietzsche-Forscher                                                                  | 81    |       |
| 19. Februar | Katharina Schroth                      | deutsche Physiotherapeutin                                                                                   | 90    |       |
| 19. Februar | Wilhelm Specht                         | deutscher Mathematiker und Hochschullehrer                                                                   | 77    |       |
| 19. Februar | Carol Sutton                           | US-amerikanische Journalistin                                                                                | 51    |       |
| 19. Februar | Ber Warzager                           | deutsch-israelischer-polnischer bildender Künstler                                                           | 72    |       |
| 20. Februar | Isaac Kashdan                          | US-amerikanischer Großmeister und Autor im Schach                                                            | 79    |       |
| 20. Februar | Herbert W. König                       | österreichischer Physiker                                                                                    | 76    |       |
| 20. Februar | Walter König                           | Schweizer Politiker (LdU)                                                                                    | 77    |       |
| 20. Februar | Nakano Yoshio                          | japanischer Literaturwissenschaftler und Übersetzer                                                          | 81    |       |
| 20. Februar | Clarence Nash                          | US-amerikanischer Stimmkünstler                                                                              | 80    |       |
| 20. Februar | Nikolai Nikolajewitsch Urwanzew        | sowjetischer Geologe und Polarforscher                                                                       | 92    |       |
| 20. Februar | William F. Windle                      | US-amerikanischer Anatom und Neurologe                                                                       | 86    |       |
| 21. Februar | Ina Claire                             | US-amerikanische Film- und Bühnenschauspielerin                                                              | 91    |       |
| 21. Februar | Louis Hayward                          | britischer Film- und Theaterschauspieler                                                                     | 75    |       |
| 21. Februar | Lothar Heinecke                        | deutscher Militär, Konteradmiral der Volksmarine                                                             | 51    |       |
| 21. Februar | Fritz Mandl                            | deutsch-US-amerikanischer Kameramann                                                                         | 76    |       |
| 21. Februar | Dermot Ryan                            | irischer Theologe und Erzbischof von Dublin                                                                  | 60    |       |
| 21. Februar | Sava Savoff                            | bulgarischer Pianist und Musikpädagoge                                                                       | 75    |       |
| 21. Februar | John G. Trump                          | US-amerikanischer Elektrotechniker und Physiker                                                              | 77    |       |
| 22. Februar | Oskar Bischoff                         | deutscher Schriftsteller, Pfälzer Mundartdichter                                                             | 72    |       |
| 22. Februar | Victor Carlund                         | schwedischer Fußballspieler und -trainer                                                                     | 79    |       |
| 22. Februar | Lucien Cooremans                       | belgischer Bürgermeister und Hochschullehrer                                                                 | 85    |       |
| 22. Februar | Salvador Espriu                        | spanischer Schriftsteller                                                                                    | 71    |       |
| 22. Februar | Ferdinand Gießauf                      | österreichischer Geistlicher, Abt von Zwettl und Abtpräses der Österreichischen Zisterzienserkongregation    | 71    |       |
| 22. Februar | Eduard Kaufmann                        | Schweizer Organist, Priester und Religionslehrer                                                             | 67    |       |
| 22. Februar | Emilie Kiep-Altenloh                   | deutsche Politikerin (DDP, FDP), MdR, MdHB, MdB                                                              | 96    |       |
| 22. Februar | Hans Joachim Reiss                     | deutscher Mediziner und Hochschullehrer                                                                      | 66    |       |
| 22. Februar | Bernhard Render                        | deutscher Politiker (CDU), MdL                                                                               | 90    |       |
| 22. Februar | Alexander Scourby                      | US-amerikanischer Schauspieler sowie Sprecher von Hörbüchern und Dokumentationen                             | 71    |       |
| 22. Februar | Florence Tunks                         | britische Suffragette                                                                                        | 93    |       |
| 22. Februar | Albert Volkmann                        | deutscher Schachkomponist                                                                                    | 76    |       |
| 22. Februar | Adolf Ziegler                          | Schweizer Bundesrichter                                                                                      | 94    |       |
| 22. Februar | Efrem Zimbalist                        | US-amerikanischer Komponist, Musikpädagoge und Dirigent russischer Herkunft und Konzertviolinist             | 95    |       |
| 23. Februar | Erik Andersson                         | schwedischer Schwimmer und Wasserballspieler                                                                 | 88    |       |
| 23. Februar | Franz Förster                          | deutscher Lehrer und Politiker (SPD), MdL                                                                    | 83    |       |
| 23. Februar | William Greer                          | US-amerikanischer Chauffeur und Mitglied des United States Secret Service                                    | 75    |       |
| 23. Februar | Heinrich Kindler                       | deutscher Ingenieur, Professor für Regelungstechnik                                                          | 75    |       |
| 23. Februar | Friedrich Ernst von Sachsen-Altenburg  | deutscher Historiker und Archäologe                                                                          | 79    |       |
| 23. Februar | Boyd Anderson Tackett                  | US-amerikanischer Politiker                                                                                  | 73    |       |
| 24. Februar | Wilhelm Altenloh                       | deutscher Jurist und SS-Führer, Kommandeur der Sicherheitspolizei und des SD (KdS) in Białystok              | 76    |       |
| 24. Februar | Julius Chajes                          | US-amerikanischer Pianist und Komponist österreichisch-jüdischer Herkunft                                    | 74    |       |
| 24. Februar | Jeffrey Dell                           | britischer Filmregisseur und Drehbuchautor                                                                   | 85    |       |
| 24. Februar | Marguerite Friedlaender                | deutsch-englische Keramikerin, Leiterin der Keramikabteilung der Staatlichen Kunstschule Burg Giebichenstein | 88    |       |
| 24. Februar | Georgios Giamalis                      | griechischer Fußballspieler                                                                                  | 77    |       |
| 24. Februar | Willem van den Hout                    | niederländischer Schriftsteller und Publizist                                                                | 69    |       |
| 24. Februar | Hal C. Kern                            | US-amerikanischer Filmeditor                                                                                 | 90    |       |
| 24. Februar | Helena Kuchar                          | Bäuerin und Partisanin                                                                                       |       |       |
| 24. Februar | Saiza Nabarawi                         | ägyptische Feministin                                                                                        |       |       |
| 24. Februar | Janusz Ślązak                          | polnischer Ruderer                                                                                           | 77    |       |
| 24. Februar | Johann Weidinger                       | österreichischer Kunsthandwerker                                                                             | 65    |       |
| 24. Februar | Joseph C. Wright                       | US-amerikanischer Szenenbildner beim Film                                                                    | 92    |       |
| 25. Februar | C. V. Rock                             | deutscher Schriftsteller                                                                                     | 78    |       |
| 25. Februar | Sijodullo Schahidij                    | sowjetisch-tadschikischer Komponist                                                                          | 70    |       |
| 25. Februar | Eduard Sperling                        | deutscher Ringer                                                                                             | 82    |       |
| 25. Februar | Ernst Waldschmidt                      | deutscher Orientalist und Indologe                                                                           | 87    |       |
| 26. Februar | Hertha Borchert                        | deutsche Schriftstellerin                                                                                    | 90    |       |
| 26. Februar | Gerd Böttcher                          | deutscher Schlagersänger                                                                                     | 48    |       |
| 26. Februar | Leonardo David                         | italienischer Skirennläufer                                                                                  | 24    |       |
| 26. Februar | Karl Gripp                             | deutscher Geologe                                                                                            | 93    |       |
| 26. Februar | Guðmundur Gíslason Hagalín             | isländischer Schriftsteller                                                                                  | 86    |       |
| 26. Februar | Tjalling Koopmans                      | US-amerikanischer Ökonom und Physiker niederländischer Abstammung                                            | 74    |       |
| 26. Februar | Douglas Muggeridge                     | britischer Journalist und Radioleiter                                                                        |       |       |
| 26. Februar | Els Peyer-von Waldkirch                | Schweizer Krankenschwester                                                                                   | 85    |       |
| 27. Februar | John Eager Howard                      | US-amerikanischer Endokrinologe                                                                              | 82    |       |
| 27. Februar | David Huffman                          | US-amerikanischer Schauspieler                                                                               | 39    |       |
| 27. Februar | Henry Cabot Lodge junior               | US-amerikanischer Politiker und Diplomat                                                                     | 82    |       |
| 27. Februar | J. Pat O’Malley                        | britisch-irischer Schauspieler                                                                               | 80    |       |
| 27. Februar | Mordechai Oren                         | Journalist, Sekretär und Herausgeber                                                                         | 79    |       |
| 27. Februar | Alfred Rosesco                         | US-amerikanischer Handballspieler                                                                            | 71    |       |
| 27. Februar | Heinz Schlötermann                     | deutscher Autor und Prediger der Freireligiösen Landesgemeinde Baden                                         | 71    |       |
| 28. Februar | Geoffrey Bamforth                      | englischer Fußballspieler                                                                                    | 88    |       |
| 28. Februar | Charita Bauer                          | US-amerikanische Schauspielerin                                                                              | 62    |       |
| 28. Februar | Ilse Bernheimer                        | österreichische Malerin                                                                                      | 92    |       |
| 28. Februar | David Byron                            | englischer Musiker                                                                                           | 38    |       |
| 28. Februar | Mazhar Şevket İpşiroğlu                | türkischer Kunsthistoriker                                                                                   | 76    |       |
| 28. Februar | Emil Schieche                          | österreichischer Archivar, Historiker und Hochschullehrer                                                    | 83    |       |
| 28. Februar | Willy Weidermann                       | deutscher Polizeipräsident und SS-Führer                                                                     | 86    |       |
| Februar     | Margarete Barcza                       | Widerstandskämpferin der Roten Kapelle                                                                       | 72    |       |
| Februar     | Márton Bukovi                          | ungarischer Fußballspieler und -trainer                                                                      | 80    |       |
| Februar     | Heinz Hemmi                            | Schweizer Leichtathlet                                                                                       | 85    |       |

## März
| Tag      | Name                                | Beruf, bekannt als                                                                                              | Alter | Beleg |
| -------- | ----------------------------------- | --- | ----- | ----- |
| 1. März  | Christian Charier                   | französischer Automobilrennfahrer                                                                               | 85    |       |
| 1. März  | Charlotte Delbo                     | französische Künstlerin und Schriftstellerin                                                                    | 71    |       |
| 1. März  | Bruno Haunickel                     | deutscher Maler und Grafiker                                                                                    | 89    |       |
| 1. März  | Carlo Legutti                       | italienischer Radrennfahrer                                                                                     | 72    |       |
| 1. März  | İbrahim Abdülkadir Meriçboyu        | türkischer Poet und Übersetzer                                                                                  |       |       |
| 1. März  | Josef Schwarz                       | deutscher Politiker (GB/BHE, GDP, CDU), MdL                                                                     | 74    |       |
| 1. März  | Alfred Zeisler                      | deutscher Schauspieler, Produzent und Regisseur                                                                 | 92    |       |
| 2. März  | Edgar Behr                          | deutscher Regattasegler                                                                                         | 74    |       |
| 2. März  | Arthur Champion, Baron Champion     | britischer Politiker, Mitglied des House of Commons                                                             | 87    |       |
| 2. März  | Carlos Esteban Cremata              | argentinischer römisch-katholischer Geistlicher, Bischof von Santo Tomé                                         | 61    |       |
| 2. März  | Omer Huyse                          | belgischer Radrennfahrer                                                                                        | 86    |       |
| 2. März  | John B. Kelly junior                | US-amerikanischer Sportler, Sportfunktionär und Geschäftsmann                                                   | 57    |       |
| 2. März  | W. Wallace McDowell                 | US-amerikanischer IBM-Manager                                                                                   | 78    |       |
| 2. März  | Paul Friedrich Pelshenke            | deutscher Agrarwissenschaftler                                                                                  | 79    |       |
| 2. März  | Hermann Prieß                       | deutscher SS-Gruppenführer, Kommandant der SS-Division „Totenkopf“ Adolf Hitler                                 | 83    |       |
| 02. März | Wilhelm Rothmayer                   | österreichischer Leichtathlet                                                                                   | 74    |       |
| 2. März  | Ernst Schmidheiny                   | Schweizer Industrieller                                                                                         | 82    |       |
| 2. März  | Gyula Szepes                        | ungarischer Skisportler                                                                                         | 85    |       |
| 3. März  | Kyril Bonfiglioli                   | englischer Kunsthändler und Schriftsteller                                                                      | 56    |       |
| 3. März  | Lia Eibenschütz                     | deutsche Schauspielerin                                                                                         | 85    |       |
| 3. März  | Connie Gilchrist                    | US-amerikanische Schauspielerin                                                                                 | 84    |       |
| 3. März  | Noel Purcell                        | irischer Schauspieler und Komiker                                                                               | 84    |       |
| 3. März  | Sándor Scheiber                     | ungarischer Rabbiner und jüdischer Gelehrter                                                                    | 71    |       |
| 3. März  | Iossif Samuilowitsch Schklowski     | sowjetischer Astronom und Astrophysiker                                                                         | 68    |       |
| 4. März  | Alfred Dost                         | deutscher Wirtschaftswissenschaftler und Hochschullehrer                                                        | 62    |       |
| 4. März  | Andreas Petersen-Röm                | dänischer Maler                                                                                                 | 70    |       |
| 4. März  | Sverre Strandli                     | norwegischer Hammerwerfer                                                                                       | 59    |       |
| 4. März  | Wolfgang Weber                      | deutscher Journalist                                                                                            | 82    |       |
| 5. März  | Hans Heyer                          | deutscher Maler                                                                                                 | 75    |       |
| 5. März  | Thomas Little                       | US-amerikanischer Szenenbildner                                                                                 | 98    |       |
| 5. März  | Umberto Pasquale                    | italienischer Ordenspriester und Schriftsteller                                                                 | 78    |       |
| 5. März  | Paul Polte                          | deutscher Arbeiterdichter                                                                                       | 79    |       |
| 5. März  | Oskar Ritter                        | deutscher Fußballspieler                                                                                        | 83    |       |
| 5. März  | Walter Sachs                        | österreichischer Schriftsteller                                                                                 | 83    |       |
| 5. März  | Otto Schauer                        | deutscher Maler                                                                                                 | 61    |       |
| 5. März  | Cyril Stiles                        | neuseeländischer Ruderer                                                                                        | 80    |       |
| 6. März  | Erwin Aichinger                     | österreichischer Forstwissenschaftler und Pflanzensoziologe                                                     | 90    |       |
| 6. März  | Hans Berger                         | deutscher Richter und Diplomat                                                                                  | 75    |       |
| 6. März  | Hans Brunke                         | deutscher Fußballspieler                                                                                        | 80    |       |
| 6. März  | Arnold Fiedler                      | deutscher Maler und Grafiker                                                                                    | 85    |       |
| 6. März  | Sebastian Huber                     | deutscher Bobfahrer                                                                                             | 83    |       |
| 6. März  | Marisa Mori                         | italienische Malerin                                                                                            | 84    |       |
| 6. März  | Marion Nicoll                       | kanadische Malerin                                                                                              | 75    |       |
| 6. März  | Heinz Reimann                       | deutscher Politiker (KPD/SED) und Diplomat                                                                      | 70    |       |
| 7. März  | Arkady Fiedler                      | polnischer Biologe, Journalist und Schriftsteller                                                               | 90    |       |
| 7. März  | Albrecht Gehring                    | deutscher Politiker (CDU), MdL, MdB                                                                             | 86    |       |
| 7. März  | Tamara Ramsay                       | deutsche Kinder- und Jugendbuchautorin                                                                          | 89    |       |
| 7. März  | Edelhard Rock                       | deutscher Buchdrucker, Verleger und Politiker (Zentrum, später CDU), MdB                                        | 77    |       |
| 7. März  | Rolf Spaethen                       | deutscher Gewerkschafter                                                                                        | 76    |       |
| 8. März  | Edward Andrews                      | US-amerikanischer Schauspieler                                                                                  | 70    |       |
| 8. März  | Gladys Egan                         | US-amerikanische Schauspielerin der Stummfilmzeit                                                               | 84    |       |
| 8. März  | Reuben Goodstein                    | britischer Mathematiker                                                                                         | 72    |       |
| 8. März  | Victor Wolfgang von Hagen           | US-amerikanischer Forschungsreisender, archäologischer Historiker, Anthropologe und Reiseschriftsteller         | 77    |       |
| 8. März  | Kim Yong-sik                        | südkoreanischer Fußballspieler und -trainer                                                                     | 74    |       |
| 8. März  | Paul Ramdohr                        | deutscher Mineraloge, Lagerstätten-Forscher, Pionier der Erz-Mikroskopie                                        | 95    |       |
| 9. März  | Mildgitha Bachleitner               | deutsche Ordensfrau                                                                                             | 89    |       |
| 9. März  | Harry Catterick                     | englischer Fußballspieler und Fußballtrainer                                                                    | 65    |       |
| 9. März  | John Chandler Gurney                | US-amerikanischer Politiker (Republikanische Partei)                                                            | 88    |       |
| 9. März  | Nelly Haalck                        | deutsche Politikerin in der DDR (CDU), MdV                                                                      | 85    |       |
| 9. März  | William E. Jenner                   | US-amerikanischer Politiker                                                                                     | 76    |       |
| 9. März  | Anton Kohnen                        | deutscher Politiker (NSDAP) und NSDAP-Funktionär                                                                | 96    |       |
| 9. März  | Richard Oetzel                      | deutscher Ingenieur, Unternehmer und Politiker (CDU), MdB                                                       | 83    |       |
| 9. März  | Amado Paulino y Hernandez           | philippinischer römisch-katholischer Geistlicher, Weihbischof in Manila                                         | 66    |       |
| 9. März  | Ernst Scharnowski                   | deutscher Politiker (SPD), MdA                                                                                  | 88    |       |
| 9. März  | Werner Schöllgen                    | deutscher römisch-katholischer Theologe und Hochschullehrer                                                     | 91    |       |
| 10. März | Cornelis Bernardus van Niel         | niederländisch-US-amerikanischer Mikrobiologe                                                                   | 87    |       |
| 10. März | Israel Regardie                     | britischer Okkultist und Magier                                                                                 | 77    |       |
| 10. März | Konstantin Ustinowitsch Tschernenko | sowjetischer Politiker                                                                                          | 73    |       |
| 10. März | Hermann Wrogemann                   | deutscher Politiker (NLP), MdL                                                                                  | 85    |       |
| 11. März | John Michael G. Adams               | barbadischer Politiker, Premierminister von Barbados                                                            | 53    |       |
| 11. März | Nazem Akkari                        | libanesischer Ministerpräsident                                                                                 |       |       |
| 11. März | Fritz Piaskowski                    | deutscher Politiker (SPD), MdBB und Sportfunktionär                                                             | 78    |       |
| 11. März | Karl-Friedrich Schrieber            | deutscher Politiker (SRP), MdL                                                                                  | 80    |       |
| 11. März | Hermann Vogelsang                   | deutscher Politiker (SPD), MdL                                                                                  | 87    |       |
| 12. März | May Bellinghausen                   | deutsche Lehrerin und Kommunalpolitikerin                                                                       | 88    |       |
| 12. März | Victor Chatenay                     | französischer Jurist, Politiker, Mitglied der Nationalversammlung und Wirtschaftsmanager                        | 98    |       |
| 12. März | Earle C. Clements                   | US-amerikanischer Politiker                                                                                     | 88    |       |
| 12. März | Alfred Eluère                       | französischer Rugby-Union-Spieler und Sportfunktionär                                                           | 91    |       |
| 12. März | Evžen Illín                         | tschechoslowakischer Komponist                                                                                  | 60    |       |
| 12. März | Horst Lenz                          | deutscher Wirtschaftsprüfer und Oberbürgermeister von Weißenburg                                                | 71    |       |
| 12. März | Eugene Ormandy                      | US-amerikanischer Dirigent und Geiger ungarischer Herkunft                                                      | 85    |       |
| 12. März | Erich Zander                        | deutscher Politiker (CDU), MdBB                                                                                 | 78    |       |
| 13. März | Mabel Álvarez                       | US-amerikanische Malerin mit spanischer Herkunft                                                                | 93    |       |
| 13. März | Elmer Austin Benson                 | US-amerikanischer Politiker                                                                                     | 89    |       |
| 13. März | Josef Hans                          | österreichischer Politiker (ÖVP)                                                                                | 71    |       |
| 13. März | Annette Hanshaw                     | US-amerikanische Jazz-Sängerin                                                                                  | 83    |       |
| 13. März | Egon Krauss                         | österreichischer Orgelkundler                                                                                   | 79    |       |
| 13. März | Otto Locher                         | Schweizer Politiker (BGB) und Schriftsteller                                                                    | 74    |       |
| 13. März | Josef Ludes                         | deutscher Verwaltungsbeamter und Politiker (SPD), MdL                                                           | 72    |       |
| 13. März | Bob Shad                            | US-amerikanischer Musikproduzent                                                                                | 65    |       |
| 13. März | Juan Sordo Madaleno                 | mexikanischer Architekt                                                                                         | 68    |       |
| 14. März | Winston A. Reynolds                 | US-amerikanischer Romanist, Hispanist und Mexikanist                                                            |       |       |
| 14. März | Josef Spies                         | deutscher Politiker (CSU), MdB                                                                                  | 78    |       |
| 14. März | Franz Taut                          | deutscher Schriftsteller                                                                                        | 76    |       |
| 15. März | Hans Eckstein                       | deutscher Wasserballspieler                                                                                     | 76    |       |
| 15. März | Alan A. Freeman                     | australischer Musikproduzent                                                                                    | 64    |       |
| 15. März | Walter Kexel                        | deutscher Rechtsextremist, Mitglied der Hepp-Kexel-Gruppe                                                       | 23    |       |
| 15. März | Gottfried Löffler                   | deutscher Keramiker                                                                                             | 45    |       |
| 15. März | Emmy Meyer-Laule                    | deutsche Politikerin (SPD), MdB                                                                                 | 86    |       |
| 15. März | František Pelcner                   | tschechoslowakischer Fußballspieler                                                                             | 75    |       |
| 15. März | Paul Otto Roth                      | Schweizer Bildhauer                                                                                             | 83    |       |
| 16. März | Christine Gallati                   | Schweizer Kunstmalerin, Autorin und Lebenskünstlerin                                                            | 96    |       |
| 16. März | Ewald Gerrich                       | deutscher Politiker (SPD), MdL                                                                                  | 83    |       |
| 16. März | Erwin Musger                        | österreichischer Flugzeug- und Fahrzeugkonstrukteur                                                             | 75    |       |
| 16. März | Georg Prader                        | österreichischer Politiker (ÖVP), Abgeordneter zum Nationalrat, Verteidigungsminister, Mitglied des Bundesra... | 67    |       |
| 16. März | Jean Purdy                          | britische Embryologin                                                                                           | 39    |       |
| 16. März | Bert Röling                         | niederländischer Rechtswissenschaftler                                                                          | 78    |       |
| 16. März | Roger Sessions                      | US-amerikanischer Komponist                                                                                     | 88    |       |
| 16. März | Eddie Shore                         | kanadischer Eishockeyspieler und -trainer                                                                       | 82    |       |
| 16. März | Ernst Tillich                       | deutscher Theologe; Vorsitzender der „Kampfgruppe gegen Unmenschlichkeit“                                       | 74    |       |
| 17. März | Irving Asher                        | US-amerikanischer Filmproduzent                                                                                 | 81    |       |
| 17. März | Hedwig von Branca                   | deutsche Malerin                                                                                                | 94    |       |
| 17. März | Wilfred Brown, Baron Brown          | britischer Politiker, Autor und Wirtschaftsmanager                                                              | 76    |       |
| 17. März | Romolo Catasta                      | italienischer Ruderer                                                                                           | 61    |       |
| 17. März | Bongi Makeba                        | südafrikanische Sängerin und Songwriterin                                                                       | 34    |       |
| 17. März | Bernhard Müller-Hahl                | deutscher Politiker (CSU), Landrat und MdL Bayern                                                               | 66    |       |
| 17. März | Ernst Pflaumer                      | deutscher Maler und Museumsleiter                                                                               | 79    |       |
| 17. März | Erich Schiefelbein                  | deutscher evangelischer Pfarrer, Mitglied der Bekennenden Kirche (BK) und Häftling im KZ Dachau                 | 75    |       |
| 17. März | Günther Schöne                      | deutscher Politiker (CDU)                                                                                       | 84    |       |
| 18. März | Myrtle Cook                         | kanadische Leichtathletin                                                                                       | 83    |       |
| 19. März | Michał Górski                       | polnischer nordischer Skisportler                                                                               | 73    |       |
| 18. März | Kurt Heynicke                       | deutscher Schriftsteller                                                                                        | 93    |       |
| 18. März | Willy Scharnow                      | deutscher Reiseunternehmer, zuletzt bei der TUI                                                                 | 87    |       |
| 19. März | Johann Bauernfeind                  | österreichischer Komponist                                                                                      | 76    |       |
| 19. März | Arthur Leblanc                      | kanadischer Geiger                                                                                              | 78    |       |
| 19. März | Erik Palmén                         | finnischer Meteorologe und Geophysiker                                                                          | 86    |       |
| 19. März | Leopold Tyrmand                     | polnischer Schriftsteller und Publizist                                                                         | 64    |       |
| 20. März | Victor Capesius                     | deutscher Apotheker im KZ Auschwitz                                                                             | 78    |       |
| 20. März | Leonard Slater Cottrell             | US-amerikanischer Soziologe                                                                                     | 85    |       |
| 20. März | Otto Martin                         | deutscher Biologe, Kriminalpolizist und SS-Führer                                                               | 73    |       |
| 21. März | Liliana-Dobri Christova             | bulgarische Konzertpianistin                                                                                    | 80    |       |
| 21. März | Tito Davison                        | mexikanischer Schauspieler, Drehbuchautor und Regisseur chilenischer Herkunft                                   | 72    |       |
| 21. März | Oldřich Halma                       | tschechischer Chorleiter und Komponist                                                                          | 77    |       |
| 21. März | Fritz Jenzer                        | Schweizer Maler und Grafiker                                                                                    | 77    |       |
| 21. März | Kaneko Yōbun                        | japanischer Schriftsteller                                                                                      | 91    |       |
| 21. März | Salvador Ley                        | guatemaltekischer Pianist und Komponist                                                                         | 78    |       |
| 21. März | Michael Redgrave                    | britischer Schauspieler                                                                                         | 77    |       |
| 22. März | Albin Jansson                       | schwedischer Eishockeytorwart                                                                                   | 87    |       |
| 22. März | Grégoire Laurent                    | luxemburgischer Boxer und Boxtrainer                                                                            | 79    |       |
| 22. März | Károly Olt                          | ungarischer Politiker, Mitglied des Parlaments                                                                  | 80    |       |
| 23. März | Richard Beeching                    | britischer Physiker und Ingenieur                                                                               | 71    |       |
| 23. März | Anton Levien Constandse             | niederländischer Autor und Anarchist                                                                            | 85    |       |
| 23. März | Georg von Gaupp-Berghausen          | österreichischer Militär und Wehrexperte                                                                        | 67    |       |
| 23. März | Patricia Roberts Harris             | US-amerikanische Politikerin                                                                                    | 60    |       |
| 23. März | Kurt Kramer                         | deutscher Physiologe und Hochschullehrer                                                                        | 78    |       |
| 23. März | Walther Pflug                       | deutscher Historiker, Direktor des Mosigkauer Schlosses                                                         | 78    |       |
| 23. März | Schazam Safin                       | sowjetischer Ringer                                                                                             | 52    |       |
| 23. März | Zoot Sims                           | US-amerikanischer Jazzsaxophonist                                                                               | 59    |       |
| 24. März | Kurt-Wolf von Borries               | deutscher Bildhauer und Grafiker                                                                                | 57    |       |
| 24. März | Norbert Calmels                     | französischer Prämonstratenser                                                                                  | 76    |       |
| 24. März | Dick Kinney                         | US-amerikanischer Trickfilm- und Comic-Autor                                                                    | 68    |       |
| 24. März | George London                       | amerikanischer Opernsänger                                                                                      | 64    |       |
| 24. März | Arthur Nicholson                    | US-amerikanischer Offizier, Major                                                                               | 37    |       |
| 24. März | Akihiko Okamura                     | japanischer Fotoreporter                                                                                        | 56    |       |
| 24. März | Georges-Henri Rivière               | französischer Ethnologe, Museologe und Hochschullehrer                                                          | 87    |       |
| 24. März | Josef Scheidl                       | österreichischer Politiker (ÖVP), Mitglied des Bundesrates                                                      | 78    |       |
| 24. März | Gertrud Schubart-Fikentscher        | deutsche Juristin und Hochschullehrerin                                                                         | 88    |       |
| 24. März | Raoul Ubac                          | belgischer Maler, Fotograf und Bildhauer                                                                        | 74    |       |
| 25. März | Karl Gustav Ahlefeldt               | dänischer Schauspieler                                                                                          | 75    |       |
| 25. März | Kurt Enderl                         | österreichischer Botschafter                                                                                    | 71    |       |
| 25. März | Thelma Kench                        | neuseeländische Leichtathletin                                                                                  | 71    |       |
| 25. März | Günther Reul                        | deutscher Maler                                                                                                 | 75    |       |
| 25. März | Dino Luigi Romoli                   | italienischer Ordensgeistlicher, Bischof von Pescia                                                             | 84    |       |
| 25. März | Willi Tillmans                      | deutscher Kunstmaler                                                                                            | 96    |       |
| 26. März | Anders Cleve                        | finnisch-schwedischer Schriftsteller                                                                            | 47    |       |
| 26. März | Alfred Jante                        | deutscher Hochschullehrer                                                                                       | 76    |       |
| 26. März | Sally Kessler                       | deutscher Kommunalpolitiker und Überlebender des Holocaust                                                      | 73    |       |
| 26. März | Carl-Theodor Schütz                 | deutscher Jurist, Kriminalrat und Angehöriger mehrerer Geheimdienste                                            | 77    |       |
| 26. März | Josef Seidl                         | deutscher Arzt und Standesfunktionär                                                                            | 83    |       |
| 26. März | Albert Wangerin                     | deutscher Elektrotechniker und Hochschullehrer                                                                  | 75    |       |
| 27. März | Pierino Baffi                       | italienischer Radrennfahrer                                                                                     | 54    |       |
| 27. März | Bernard Childs                      | US-amerikanischer Maler und Grafiker                                                                            | 74    |       |
| 27. März | Hugh Farquharson                    | kanadischer Eishockeyspieler und -trainer                                                                       | 73    |       |
| 27. März | Mae Glover                          | US-amerikanische Sängerin des Country Blues                                                                     | 78    |       |
| 27. März | Ingeborg Hoffmann                   | deutsche Schauspielerin                                                                                         | 63    |       |
| 27. März | Hans Kossatz                        | deutscher Karikaturist, Comiczeichner und Illustrator                                                           | 84    |       |
| 27. März | Ben Ramsey                          | US-amerikanischer Politiker                                                                                     | 81    |       |
| 27. März | Alexander Scharff                   | deutscher Historiker                                                                                            | 80    |       |
| 27. März | Helmut Schmidt-Kirstein             | deutscher Maler und Grafiker                                                                                    | 75    |       |
| 27. März | Richard Adolf Strigl                | deutscher katholischer Theologe                                                                                 | 59    |       |
| 27. März | Christopher Vokes                   | kanadischer Berufsoffizier                                                                                      | 80    |       |
| 28. März | Josef Borst                         | deutscher Politiker (KPTsch, SED)                                                                               | 67    |       |
| 28. März | Pierre Cavalli                      | Schweizer Jazzmusiker                                                                                           | 56    |       |
| 28. März | Marc Chagall                        | russisch-französischer Maler                                                                                    | 97    |       |
| 28. März | Ray Dodge                           | US-amerikanischer Leichtathlet                                                                                  | 84    |       |
| 28. März | Helen Dünner                        | Schweizer Frauenrechtlerin                                                                                      | 85    |       |
| 28. März | Willi Furrer                        | Schweizer Elektroingenieur                                                                                      | 78    |       |
| 28. März | Henry Hansen                        | dänischer Radrennfahrer                                                                                         | 83    |       |
| 28. März | Settar İksel                        | türkischer Diplomat und Politiker                                                                               |       |       |
| 28. März | Eduard Neumann                      | deutscher Germanist und Skandinavist                                                                            | 81    |       |
| 28. März | Marcus Nikkanen                     | finnischer Eiskunstläufer                                                                                       | 81    |       |
| 28. März | Hannelore Schlaf                    | deutsche Tischtennisspielerin und -funktionärin                                                                 | 54    |       |
| 29. März | Ken Anderson                        | australischer Politiker                                                                                         | 75    |       |
| 29. März | Rudolph Charles                     | Musiker aus Trinidad und Tobago, Pionier der Steel Pan                                                          | 46    |       |
| 29. März | Irmingard von Freyberg              | deutsche Grafikerin und Scherenschneiderin                                                                      | 78    |       |
| 29. März | Hermann Herbold                     | deutscher Ruderer                                                                                               | 78    |       |
| 29. März | Ernst Eduard Hirsch                 | deutscher Jurist und Rechtssoziologe                                                                            | 83    |       |
| 29. März | Willy Nebel                         | deutscher Hochschullehrer, Professor für Mechanische Technologie                                                | 87    |       |
| 29. März | Vlastimil Ružička                   | tschechoslowakischer Radrennfahrer                                                                              | 60    |       |
| 29. März | Gerhard Stöck                       | deutscher Leichtathlet                                                                                          | 73    |       |
| 29. März | Luther Leonidas Terry               | amerikanischer Mediziner, Surgeon General of the United States                                                  | 73    |       |
| 30. März | Innokenti Petrowitsch Gerassimow    | russischer Bodenkundler und Geograph                                                                            | 79    |       |
| 30. März | Hans Otto Kneser                    | deutscher Physiker                                                                                              | 83    |       |
| 30. März | Dezső Nemes                         | ungarischer kommunistischer Politiker                                                                           | 76    |       |
| 30. März | Nogami Yaeko                        | japanische Schriftstellerin                                                                                     | 99    |       |
| 30. März | Shizuko Kasagi                      | japanische Jazzsängerin und Schauspielerin                                                                      | 70    |       |
| 30. März | Ōshima Kenkichi                     | japanischer Dreispringer                                                                                        | 76    |       |
| 30. März | Sœur Sourire                        | belgische Ordensschwester und Chanteuse                                                                         | 51    |       |
| 30. März | Arthur Spier                        | deutscher Pädagoge und Schuldirektor                                                                            | 86    |       |
| 31. März | Erik Burman                         | schwedischer Eishockey- und Bandyspieler                                                                        | 87    |       |
| 31. März | Richard McKeon                      | US-amerikanischer Philosoph                                                                                     | 84    |       |
| 31. März | Alexandre Rignault                  | französischer Schauspieler bei Theater, Film und Fernsehen                                                      | 84    |       |
| März     | Eri Neumann                         | deutsche Volksschauspielerin und Hörspielsprecherin                                                             | 88    |       |